# Muthugadalu, Belur
Muthugadalu là một làng thuộc tehsil Belur, huyện Hassan, bang Karnataka, Ấn Độ.